# Serge Madec
Serge Madec est un skipper français né en 1956 à Concarneau. Il a, en 1988 et 1990, battu deux fois le record de la traversée de l'Atlantique Nord à la voile à bord du catamaran Jet Services V. Il remporte la première édition du Trophée Clairefontaine en 1990.